# کاکایی‌اقیانوسی دم‌دراز

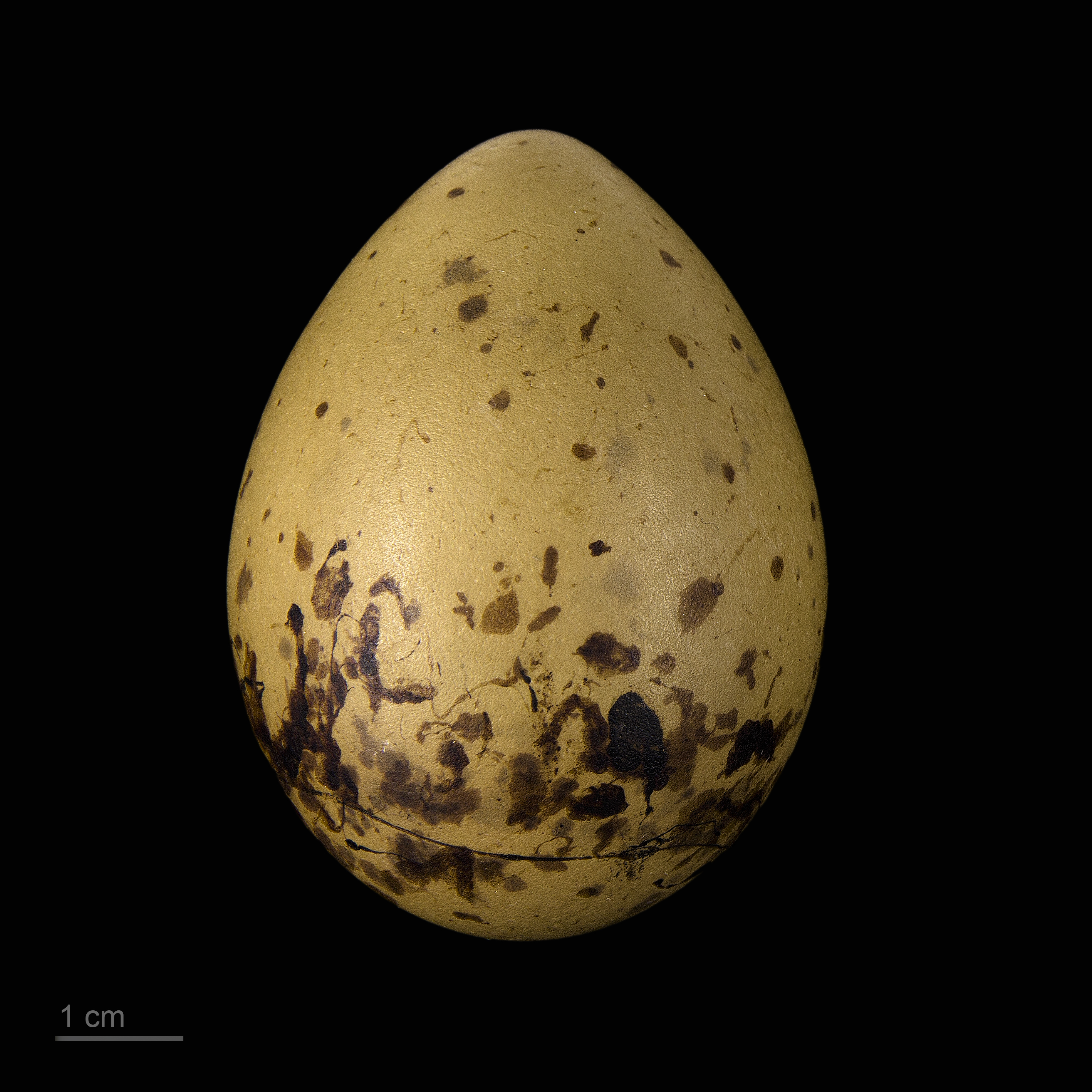
Stercorarius longicaudus

کاکایی‌اقیانوسی دم‌دراز (نام علمی: Stercorarius longicaudus) نام یک گونه از تیره کاکایی‌اقیانوسیان است.